# Un cœur à la traîne
Pour plus de détails, voir Fiche technique et Distribution.
Un cœur à la traîne (Anybody Here Seen Kelly?) est un film américain réalisé par William Wyler, sorti en 1928. Le film est considéré comme perdu.

## Synopsis
Lors de la Première Guerre mondiale, un soldat américain coureur de jupons, Pat Kelly, demande à toutes les filles qu'il séduit sur son chemin de le rejoindre à New York à la fin de la guerre. Mais il ne prend pas au sérieux ses propositions romantiques et leur donne l'adresse du Metropolitan Museum of Art pour les narguer. Pourtant, une jeune Française déterminée ne l'a pas oublié et débarque à New York pour le retrouver. En errant dans les rues, elle découvre qu'il est agent de police. 

## Fiche technique
- Titre original : Anybody Here Seen Kelly?
- Titre français : Un cœur à la traîne
- Réalisation : William Wyler
- Scénario : Walter Anthony, John B. Clymer, Albert DeMond et Leigh Jason
- Photographie : Charles J. Stumar
- Production : Robert Wyler
- Pays d'origine :  États-Unis
- Format : Noir et blanc - 1,33:1 - Film muet
- Genre : Comédie
- Durée : 80 minutes
- Date de sortie : 1928

## Distribution
- Bessie Love : Mitzi Lavelle
- Tom Moore : Pat Kelly
- Kate Price : Mrs. O'Grady
- Addie McPhail : Mrs. Hickson
- Bruce Gordon : Mr. Hickson
- Alfred Allen : Sgt. Malloy
- Tom O'Brien : Buck Johnson
- Wilson Benge : Butler
- Rosa Gore : French Mother
- Dorothea Wolbert : Slavey

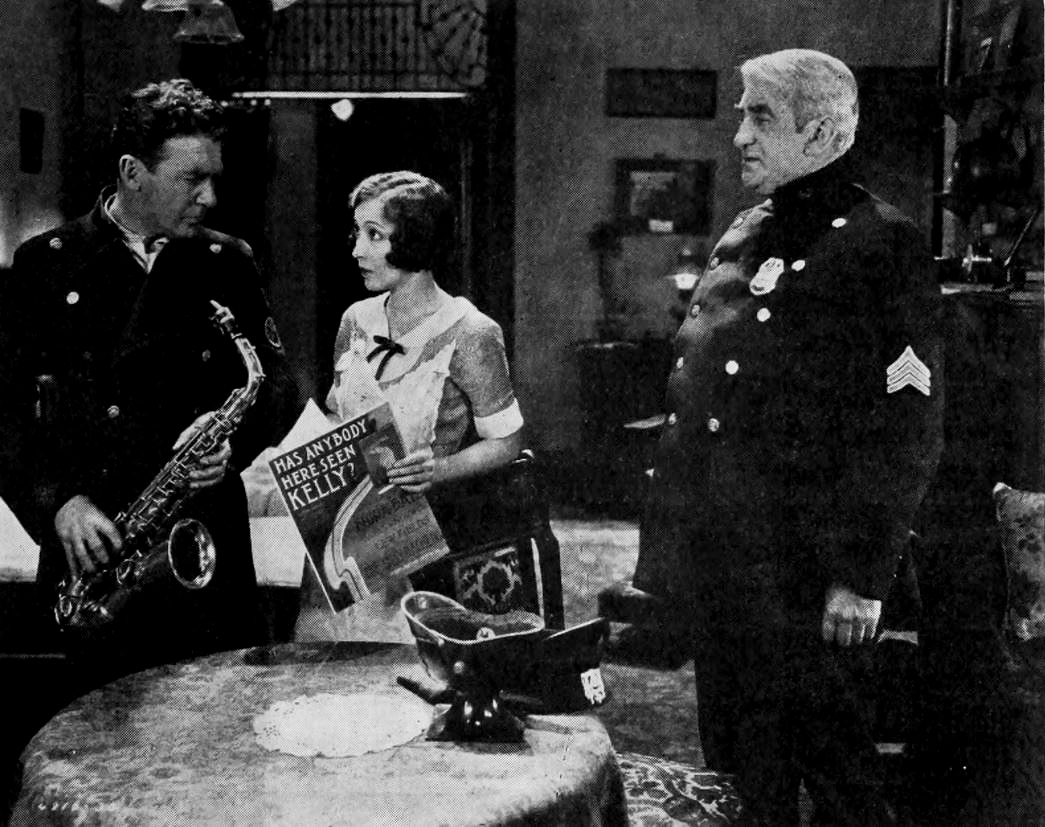
Photographie d'une scène du film, parue dans Universal Weekly.
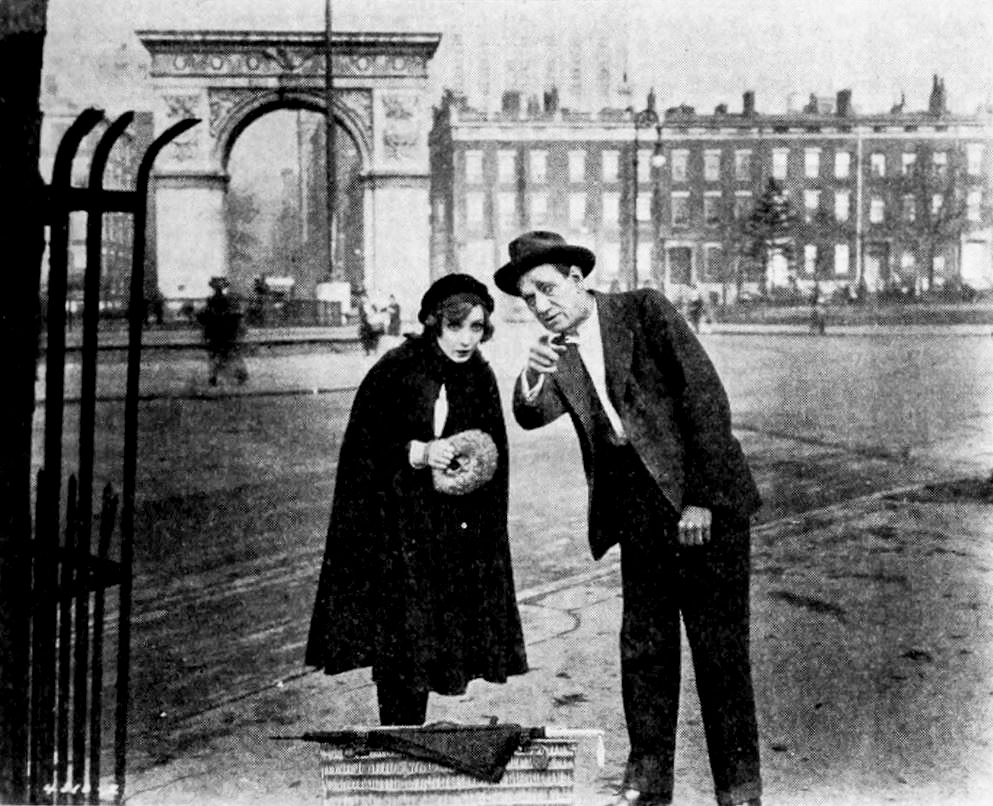
Bessie Love à Washington Square, New York (avec un acteur non identifié).
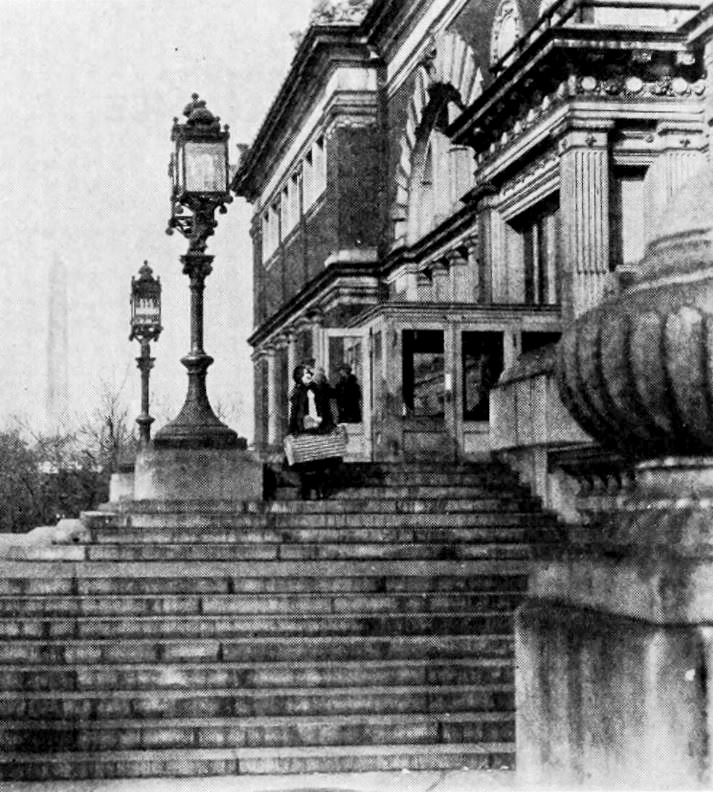
Bessie Love sur les escaliers du Art Museum de New York.